# TJ Perenara

a Compétitions nationales et continentales officielles uniquement.

b Matchs officiels uniquement.
Dernière mise à jour le 25 novembre 2024.
Thomas Tekanapu Rawakata « TJ » Perenara, né le 23 janvier 1992 à Porirua, est un joueur de rugby néo-zélandais évoluant au poste de demi de mêlée. Il joue en équipe nationale avec les All Blacks et en franchise avec les Hurricanes.

## Carrière

### En province et en franchise
Lors de la saison 2010 de l'ITM Cup (en), TJ Perenara débute avec l'équipe de la province de Wellington contre la province de Southland.
En 2012, il fait des débuts remarquables en Super 15 avec les Hurricanes, remportant le titre de meilleur joueur débutant de la franchise.
En 2013, il est le meilleur marqueur de la franchise avec sept réalisations à égalité avec l'ailier Julian Savea.
En 2014, TJ Perenara dispute sa troisième saison de Super 15 avec les Hurricanes, il joue les 16 matchs de l'année de la franchise.
Lors de la saison 2015 de Super 15, les Hurricanes terminent premiers de la phase régulière et TJ Perenara marque dix essais en treize rencontres disputées. Après une victoire en demi-finale face aux Brumbies sur le score de 29 à 9, où il inscrit un essai, les Hurricanes s'inclinent en finale face aux Highlanders sur le score de 21 à 14.
Le 2 août 2024, il s'engage avec les Black Rams Tokyo pour trois saisons. 

### En équipe nationale
TJ Perenara joue avec la sélection scolaire néo-zélandaise. Il est également retenu avec les Baby Blacks, surnom de la sélection néo-zélandaise des moins de 20 ans qui remporte le championnat du monde junior de rugby à XV 2011.
TJ Perenara fait ses débuts internationaux contre les Anglais le 7 juin 2014 à Auckland. Il joue régulièrement de nouveaux matchs avec les All Blacks à partir de cette date, disputant trois rencontres lors du Rugby Championship, tous comme demi de mêlée remplaçant, face à l'Australie puis lors des deux tests face à l'Argentine. Il est titulaire contre les États-Unis le 1er novembre 2014 à Chicago et le 15 novembre contre l'Écosse au Murrayfield Stadium. Au 17 juillet 2015, il a disputé 12 matchs avec les All Blacks pour 12 victoires.
Sélectionné pour la Coupe du monde il joue deux matchs dont un en étant titulaire contre la Namibie et l'autre en tant que remplacent contre Géorgie , il remporte la compétition .
En 2016 , lors des deux premiers tests contre le Pays de Galles il est remplacent tout comme lors des 4 premiers matchs du Rugby Championship. Contre l'Argentine il est titulaire et également lors du match contre l'Afrique du Sud profitant d'une suspension adressé à Aaron Smith pour avoir fait une bétise . Il est également titulaire pour le match du record contre l'Australie. Lors des tests de novembre il retrouve son rôle de remplaçant lors des deux matchs contre l'Irlande à Chicago et à Dublin mais est titulaire contre le XV de France profitant d'une baisse de régime d'Aaron Smith.
En août 2019, il est retenu dans le groupe de 31 joueurs sélectionné pour disputer la Coupe du monde au Japon.

## Palmarès

### En franchise et province
- Finaliste du Super Rugby en 2015 avec les Hurricanes.
- Vainqueur du Super Rugby en 2016 avec les Hurricanes.
- Vainqueur du National Provincial Championship en 2022 (en) et 2024 avec Wellington.

### En équipe nationale
TJ Perenara remporte six éditions du Rugby Championship, en 2014, 2016, 2017, 2018, 2020 et 2021. Au total, il participe à quarante rencontres, inscrivant huit essais, et remportant vingt-huit victoires pour cinq défaites et un nul.
Il remporte également la Coupe du monde en 2015.
Avec l'équipe de Nouvelle-Zélande des moins de 20 ans, il est champion du monde en 2011.

## Statistiques
Au 25 novembre 2024, TJ Perenara compte 89 capes avec les All Blacks, dont 27 en tant que titulaire, depuis sa première sélection le 7 juin 2014 contre l'Angleterre. Il inscrit seize essais, soit 80 points. Avec les Kiwis, il dispute deux Coupe du monde en 2015 et en 2019. Il participe à neuf éditions du Rugby Championship, en 2014, 2015, 2016, 2017, 2018, 2019, 2020, 2021 et 2024.